# The Earthling
The Earthling (en España, Mi nuevo campeón; en Hispanoamérica, Solo contra el mundo) es una película de drama con actuación principal de William Holden y Rick Schroder. Fue rodada en 1979 en Australia, y estrenada allí en 1980. Fue dirigida por Peter Collinson, que murió de cáncer poco después del estreno.
Fue una de las últimas películas de William Holden, que representó en ella el personaje de Patrick Foley, un profesor desilusionado que va a morir de cáncer y decide volver al lugar donde nació. Por el camino, conoce a Shawn (Ricky Schroder), un huérfano que ha perdido a sus padres en un accidente. Él y el muchacho no se llevan bien al principio, pero después comienzan a entablar una amistad mientras Holden le enseña las habilidades de la supervivencia.
Esta película tuvo poca publicidad en las salas de cines de los Estados Unidos.

## Reparto
- William Holden: Patrick Foley.
- Ricky Schroder: Shawn Daley.
- Jack Thompson: Ross Daley.
- Olivia Hamnett: Bettina Daley.
- Alwyn Kurts: Christian Neilson.
- Pat Evison: Meg Neilson.
- Redmond Phillips: Bobby Burns.
- Ray Barrett: Parnell.
- Tony Barry: Red.
- Allan Penney: Harlan.
- Willie Fennell: R.C.